# Teodosio Losito
 (mai 2024).
Teodosio Losito (né le 17 avril 1965 à Milan et décédé le 8 janvier 2019 à Rome) est un chanteur italien de synthpop et Italo disco. Il connait le succès dans les années 1980.

## Biographie
En 1987, il participe au festival de Sanremo, dans la section Nuove Proposte, où il présente la chanson Ma che bella storia... (écrite par Enzo Miceli et Gaetano Lorefice), qui n'est pas arrivée en finale, et au Festivalbar avec la chanson Direttamente al cuore de Cristiano Malgioglio. En 1995 et 1996, il travaille comme acteur dans des reportages photographiques pour l'hebdomadaire populaire Grand Hotel. Entre 2001 et 2019, il est scénariste de fictions en collaboration avec Ares Film pour Mediaset.
Le 8 janvier 2019, il est retrouvé mort, suicidé, à son domicile de Rome,.

## Discographie

### Albums studio
- 1988 : Quante volte mi sono girato a guardare il cielo (Panarecord)
- 1991 : Pathos (Boys and Boys)

### Singles
- 1986 : Formica d'estate/Boys and Boys (Panarecord)
- 1987 : Ma che bella storia.../Urgentemente pregoti (Panarecord)
- 1987 : Direttamente al cuore (In the pouring rain)/E la luna resta là (Panarecord)

## Filmographie

### Scénarios de séries
- Il bello delle donne - série télévisée, 36 épisodes (2001-2003)
- Il morso del serpente - téléfilm (2001)
- Madame - mini-série télévisée (2004)
- Caterina e le sue figlie - série télévisée (2005)
- Donne sbagliate - mini-série TV (2007)
- Io non dimentico - téléfilm (2008)
- Io ti assolvo - téléfilm (2008)
- Mogli a pezzi - série télévisée (2008)
- Il sangue e la rosa - série télévisée, 4 épisodes (2008)
- So che ritornerai - téléfilm (2009)
- L'Onore e il Rispetto: Parte Seconda - mini-série télévisée, 6 épisodes (2009)
- Il peccato e la vergogni - série télévisée (2010)
- Caldo criminale - téléfilm (2010)
- Sangue caldo - série télévisée, 6 épisodes (2011)
- Viso d'angelo - mini-série télévisée, 4 épisodes (2011)
- Pupetta: Il coraggio e la passione - mini-série télévisée, 4 épisodes (2013)
- Baciamo le mani: Palermo-New York 1958 - série télévisée, 6 épisodes (2013)
- Rodolfo Valentino - La leggenda - mini-série télévisée (2013)
- Furore: Il vento della speranza - série télévisée, 6 épisodes (2014-2018)
- Il peccato e la vergogna - Parte seconda - série télévisée (2014)
- Seref Meselesi - série télévisée, 26 épisodes (2014-2015)
- Il bello delle donne... alcuni anni dopo - mini-série télévisée, 8 épisodes (2017)
- L'onore e il rispetto - série télévisée, 1 épisode (2017)

### Scénarios de films
- Kreola, réalisé par Antonio Bonifacio (1993)
- Formula 3 - I ragazzi dell'autodromo, réalisé par Andrea Bianchi (1993)
- Passo a due, réalisé par Andrea Barzini (2005)